# Přepadení okresu Berehovo
Přepadení okresu Berehovo byl ozbrojený vojenský přepad území Česko-Slovenska jižně od Berehova ze strany maďarských ozbrojených skupin Szabadcsapatok a Rongyos gárda, který se uskutečnil ve dnech 6. až 11. října 1938 s cílem obsadit pohraniční oblast včetně míst Berehovo a Mukačevo.
Výsledkem byla porážka maďarských ozbrojených skupin. Velká část z nich byla česko-slovenskými jednotkami zajata, části se podařilo uprchnout do Polska.

## Předcházející události
Na základě Mnichovské dohody přijaté dne 30. září 1938 bylo Československo zavázané do tří měsíců vyřešit územní nároky Maďarska. Začátkem října se začaly v severním Maďarsku organizovat ozbrojené skupiny, jejichž úkolem bylo ilegálně přecházet do ČSR a provádět tam podvratnou činnost s cílem destabilizace pohraničních oblastí.

## Vojenské pozice

### Česko-Slovenská strana
V blízkosti státní hranice mezi ČSR a Maďarskem na Podkarpatské Rusi se nacházely dva úseky železobetonových pevností ŘOP. Byly však vybudovány pouze částečně – úsek U I mezi Čopem a Šomem na 40 procent (23 objektů) a úsek U III vedoucí dále na východ ke Sevľuši na 50 procent (30 objektů). Neúplná byla také výbava již vybudovaných objektů.
Obranu prostoru od hraniční čáry až po linii opevnění zajišťovaly polní hlídky praporu Stráže obrany státu 37 „Užhorod“. Na jednotlivých pevnostních úsecích byly rozmístěny jednotky mobilizovaného hraničářského praporu. Za pevnostmi se zdržovaly další česko-slovenské ozbrojené útvary – vojenské jednotky III. praporu pěšího pluku 45, II. praporu pěšího pluku 36 a smíšeného výzvědného oddílu hraniční oblasti 42.

### Maďarská strana
Ozbrojené skupiny Szabadcsapatok, resp. Rongyos gárda byly soustředěny počátkem října 1938 v okolí města Vásárosnamény. Soustředily se zejména na nedostavěný úsek opevnění U III v okolí pohraniční obce Tarpa.

## Průběh přepadu
Přepad Berehovského okresu se uskutečnil v několika etapách. První dvě maďarské jednotky překročily státní hranici už 6. října 1938 u Boržavy. Pravděpodobně šlo o průzkumnou četu, která měla za úkol zjistit propustnost česko-slovenského opevnění. 18. října se dostala až na území Polska.
9. října 1938 proniklo na česko-slovenské území přibližně 15 ozbrojenců, kteří prošli poměrně řídkým zabezpečením SOS až do prostoru obce Boržava jihovýchodně od Berehova, kde do vzduchu vyhodili železniční most. Jednotce se podobně jako předešlé průzkumné skupině podařilo dostat až na polské území.
Hlavní část přepadu začala v noci z 9. na 10. října 1938. Rota 1 v síle asi 90 mužů, která byla pod velením záložního důstojníka Józsefa Prémy, těsně před půlnocí překročila státní hranici u obce Tarpa. Maďarští vojáci zaútočili na železniční stanici, silnou palbou napadli i přijíždějící vlak, přičemž zabili průvodčího a zajali jednoho četnického strážmistra a nadporučíka česko-slovenské armády.
Z Boržavy se skupina vydala na severovýchod do kopcovitého terénu nad Berehovem. Pronásledoval ji pohotovostní oddíl SOS s příslušníky berehovské četnické stanice. U obce Velké Mužijevo došlo ke střelbě, při níž byl zabit česko-slovenský strážmistr. Maďarská četa byla obklíčena 11. října v lesním porostu u obce Drisina jižně od Mukačeva. Během boje padlo 16, resp. až 17 jejích příslušníků.
9. října 1938 pronikla na území Berehovského okresu i rota 2. Ta se zpočátku držela trasy předešlé roty, avšak po čase ztratila orientaci a musela se vrátit zpět do Maďarska. Následující den překročila hranici opět, přičemž byla posílena o roty 3 a 4, se kterými tvořila skupinu přibližně 400 až 500 ozbrojenců.
Při přechodu přes mezery v opevnění musely maďarské roty postupovat pomalu v dlouhé koloně. Po opětovném seskupení a postupu do vnitrozemí byla skupina vypátrána SOS a obklíčena v lese nedaleko obce Šalanky. V bezvýchodné situaci se maďarští ozbrojenci vzdali.

## Důsledky
Maďarské ztráty během boje činily celkem 16, resp. 17 mrtvých a několik zraněných a zajatých. Na česko-slovenské straně padl jeden voják a jeden civilista, kromě toho bylo několik zraněných. Kromě těchto ztrát byl zničen jeden železniční most, poškozen civilní vlak a železniční nádraží v Boržavě.
339 zajatých ozbrojenců bylo převezeno do pevnosti Palanok v Mukačevu. Mezi 28. a 29. říjnem byli přesunuti do Ilavy.
O incidentu byla informována velvyslanectví ČSR v zahraničí, jakož i maďarská vláda.
V přepadené oblasti bylo dne 11. října 1938 vyhlášeno stanné právo.